# Campionati europei di judo 2004
I Campionati europei di judo 2004 sono stati la 15ª edizione della competizione organizzata dalla European Judo Union.
Si sono svolti a Bucarest, in Romania, dal 14 al 16 maggio 2004.

## Medagliere
| Pos.   | Nazione     | Oro | Argento | Bronzo | Totale |
| ------ | ----------- | --- | ------- | ------ | ------ |
| 1      | Spagna      | 3   | 1       | 3      | 7      |
| 2      | Romania     | 2   | 0       | 0      | 2      |
| 2      | Turchia     | 2   | 0       | 0      | 2      |
| 4      | Italia      | 1   | 1       | 2      | 4      |
| 4      | Paesi Bassi | 1   | 1       | 2      | 4      |
| 6      | Germania    | 1   | 1       | 1      | 3      |
| 7      | Grecia      | 1   | 1       | 0      | 2      |
| 7      | Israele     | 1   | 1       | 0      | 2      |
| 9      | Austria     | 1   | 0       | 0      | 1      |
| 10     | Regno Unito | 0   | 2       | 1      | 3      |
| 11     | Azerbaigian | 0   | 1       | 0      | 1      |
| 11     | Belgio      | 0   | 1       | 0      | 1      |
| 11     | Estonia     | 0   | 1       | 0      | 1      |
| 11     | Ungheria    | 0   | 1       | 0      | 1      |
| 11     | Polonia     | 0   | 1       | 0      | 1      |
| 16     | Russia      | 0   | 0       | 6      | 6      |
| 17     | Francia     | 0   | 0       | 3      | 3      |
| 18     | Slovenia    | 0   | 0       | 2      | 2      |
| 18     | Ucraina     | 0   | 0       | 2      | 2      |
| 20     | Armenia     | 0   | 0       | 1      | 1      |
| 20     | Bulgaria    | 0   | 0       | 1      | 1      |
| 20     | Rep. Ceca   | 0   | 0       | 1      | 1      |
| 20     | Georgia     | 0   | 0       | 1      | 1      |
| 20     | Lettonia    | 0   | 0       | 1      | 1      |
| 20     | Portogallo  | 0   | 0       | 1      | 1      |
| Totale | Totale      | 14  | 14      | 28     | 56     |

## Podi

### Uomini
| Evento        | Oro                    | Argento          | Bronzo                                |
| fino a 60 kg  | Ludwig Paischer        | Revazi Zidiridis | Armen Nazaryan Evgeni Stanev          |
| fino a 66 kg  | Bektaş Demirel         | Elchin Ismayilov | Benjamin Darbelet Óscar Peñas         |
| fino a 73 kg  | Kioshi Uematsu         | Yoel Razvozov    | David Kevkhishvili Vsevolods Zeļonijs |
| fino a 81 kg  | Ilias Nikolaos Iliadis | Ole Bischof      | Dimitri Nossov Ricardo Echarte        |
| fino a 90 kg  | Francesco Lepre        | Mark Huizinga    | Valentyn Grekov Khasanbi Taov         |
| fino a 100 kg | Ariel Zeevi            | Antal Kovács     | Ghislain Lemaire Michele Monti        |
| oltre 100 kg  | Selim Tataroğlu        | Indrek Pertelson | Tamerlan Tmenov Dennis van der Geest  |

### Donne
| Evento       | Oro                     | Argento           | Bronzo                                 |
| fino a 48 kg | Alina Alexandra Dumitru | Tatiana Moskvina  | Frédérique Jossinet Nynke Klopstra     |
| fino a 52 kg | Ioana Maria Aluaş       | Ilse Heylen       | Telma Monteiro Petra Nareks            |
| fino a 57 kg | Isabel Fernández        | Sophie Cox        | Cinzia Cavazzuti Natalia Yukhareva     |
| fino a 63 kg | Sara Álvarez            | Aneta Szczepańska | Sarah Clark Yulia Kuzina               |
| fino a 70 kg | Edith Bosch             | Cecilia Blanco    | Andrea Pažoutová Rasa Sraka            |
| fino a 78 kg | Jenny Karl              | Lucia Morico      | Anastasiia Matrosova Esther San Miguel |
| oltre 78 kg  | Maryna Prokofyeva       | Karina Bryant     | Katrin Beinroth Tsvetana Bozhilova     |